# Банин
Ум ел-Бану Мирза къзъ Асадулаева (на азербайджански: Umm El-Banu Äsâdullayeva), с псевдоним Банин, е френска писателка от азербайджански произход.

## Биография
Родена е на 18 декември 1905 г. в семейството на бившия министър и търговец Мирза Асадулаев. Тя е внучка на азербайджанския милионер Муса Нагиев. Получава домашно образование и изучава няколко европейски езика. Баща ѝ Мирза Асадулаев е министър в правителството на Демократична република Азербайджан (декември 1918 – април 1920).
През 1923 г. семейството на Банин емигрира заедно с нея във Франция. Там се установяват в Париж. Впоследствие тя заминава за Истанбул, където изоставя съпруга си, за когото е принудена да се омъжи на 15-годишна възраст, и заминава за Париж. Там работи като продавачка, манекенка и продължава образованието си.
След това започва да превежда, работи като журналистка и редактор на радиопредавания на френски език. Постепенно навлиза в литературните кръгове в Париж и става известна в средите на руските писатели-емигранти. Нейни познати са философите Николай Бердяев, Лев Шестов, Владимир Лоски, поетите и писатели В. Иванов, Марина Цветаева, Константин Балмонт, Игор Северянин, Иван Бунин, Тефи, Алексей Ремизов, Дмитрий Мережковски и неговата съпруга Зинаида Гиппиус, Александър Куприн, Борис Зайцев, Георгий Адамович.
В своите спомени Банин подчертава особено Тефи и Иван Бунин, които влизат в кръга на най-близките ѝ приятели. Освен тях се запознава с Анри дьо Монтерлан, Никос Казандзакис и Андре Малро. Умира на 23 октомври 1992 г. в Париж.

## Творчество
Първият ѝ роман „Нами“ (1943), разказва за събитията в Азербайджан преди Октомврийската революция и за социално-политическата катастрофа, която засяга всички слоеве на общество, но няма голям успех. Това обаче не спира Банин и само след 2 години публикува втория си роман „Кавказки дни“ (1945), правейки името си известно на френския читател. В този роман с автобиографичен характер писателката пресъздава картини от детството си, от предреволюционния период, портретите на близките ѝ – дядо ѝ от майчина страна Муса Нагиев, известен милионер, другия ѝ дядо Шами Асадулаев, също милионер, баща ѝ Мирза Асадулаев, който става министър на търговията в правителството на Азербайджанската демократична република, както и отношенията с роднини и приятели.
След този роман една след друга започват да излизат книгите на Банин: „Парижки дни“ (1947), „Срещи с Ернст Юнгер“ (1951), „Избрах опиум“ (1959), „После“ (1961), „Чуждестранна Франция“ (1968), „Зов за последна надежда“ (1971), „Портрет на Ернст Юнгер“ (1971), „Множеството лица на Ернст Юнгер“ (1989), „Какво ми каза Мари“ (1991).
Условно творчеството на Банин може да се раздели на две части: произведения, в които се възпроизвежда темата за Азербайджан, мотиви, спомени и ретроспекции и такива, които се отнасят до френска, европейска тематика. Макар в мнозинството от известните ѝ книги да присъства автобиографичния момент, тя принадлежи на два свята: Изтока и азербайджанските корени, източния начин на мислене и европейския свят – по образование и образ за живота. Това се проявява и в общата творческа ориентация на европейския читател, на който тя се опитва да открие своя свят, всичко, което я свързва с източната традиция, наблюдаващо се в тези азербайджански писатели-емигранти, които се опитват не само да разберат чужда традиция, но и да бъдат разбрани в чужбина.

## Книги
- Нами (Nami), Gallimard, 1942.
- Кавказки дни (Jours caucasiens), Julliard, 1946.
- Парижки дни (Jours parisiens), Julliard, 1947, Gris Banal, 2003.
- Срещи с Ернст Юнгер (Rencontres avec Ernst Jünger), Julliard, 1951.
- Избрах опиум (J'ai choisi l'opium), Stock, 1959.
- После (Après), Stock, 1962.
- Чуждестранна Франция (La France étrangère), S.O.S Desclée de Brouwer, 1968.
- Зов за последна надежда (L'appel de la dernière chance), S.O.S, 1971.
- Портрет на Ернст Юнгер: писма, текстове, срещи (Portrait d'Ernst Jünger : lettres, textes, rencontres), La Table Ronde, 1971.
- Множеството лица на Ернст Юнгер (Ernst Jünger aux faces multiples), Lausanne, éditions L'Âge d'Homme, 1989.
- Какво ми каза Мари: думата на слугинята Мари (Ce que Marie m’a raconté : le dit de la Servante Marie), Cahier Bleus, 1991.